# Перебродівська сільська рада
Перебро́дівська сільська́ ра́да — орган місцевого самоврядування в Дубровицькому районі Рівненської області. Адміністративний центр — село Переброди.

## Загальні відомості
- Перебродівська сільська рада утворена 20 жовтня 1939 року.
- Територія ради: 196,15 км²
- Населення ради: 2 176 осіб (станом на 2001 рік)
- Територією ради протікає річка Льва.

## Населені пункти
Сільській раді підпорядковані населені пункти:
- с. Переброди
- с. Будимля

## Історія
4 листопада 2015 року Перебродівська сільрада увійшла до новоствореної Миляцької сільської ОТГ. 11 листопада 2015 року виключена з облікових даних.

## Населення
Згідно з переписом УРСР 1989 року чисельність наявного населення сільської ради становила 2198 осіб, з яких 1098 чоловіків та 1100 жінок.
За переписом населення України 2001 року в сільській раді мешкало 2150 осіб.
Станом на 1 січня 2011 року населення сільської ради становило 2409 осіб.

### Мова
Розподіл населення за рідною мовою за даними перепису 2001 року:
| Мова       | Відсоток |
| ---------- | -------- |
| українська | 98,16 %  |
| білоруська | 1,47 %   |
| російська  | 0,28 %   |

### Вікова і статева структура
Структура жителів сільської ради за віком і статтю (станом на 2011 рік):
| Вік   | Чоловіків | Жінок | Разом |
| ----- | --------- | ----- | ----- |
| 0-17  | 513       | 467   | 980   |
| 18-39 | 364       | 333   | 697   |
| 40-59 | 230       | 172   | 402   |
| 60+   | 124       | 206   | 330   |
| Разом | 1231      | 1178  | 2409  |

### Соціально-економічні показники
| Працездатне населення | Працездатне населення | Працездатне населення | Працездатне населення | Працездатне населення | Працездатне населення | Непрацездатне населення | Непрацездатне населення | Непрацездатне населення | Непрацездатне населення | Непрацездатне населення | Непрацездатне населення | Все населення |
| Чоловіки              | Чоловіки              | Жінки                 | Жінки                 | Разом                 | Разом                 | Чоловіки                | Чоловіки                | Жінки                   | Жінки                   | Разом                   | Разом                   | 2409          |
| ос.                   | %                     | ос.                   | %                     | ос.                   | %                     | ос.                     | %                       | ос.                     | %                       | ос.                     | %                       | 2409          |
| --------------------- | --------------------- | --------------------- | --------------------- | --------------------- | --------------------- | ----------------------- | ----------------------- | ----------------------- | ----------------------- | ----------------------- | ----------------------- | ------------- |
| 597                   | 25                    | 439                   | 19                    | 1036                  | 44                    | 125                     | 5                       | 244                     | 11                      | 369                     | 16                      | 2409          |

| Зайняті  | Зайняті  | Зайняті | Зайняті | Зайняті | Зайняті | Безробітні | Безробітні | Безробітні | Безробітні | Безробітні | Безробітні | Все населення |
| Чоловіки | Чоловіки | Жінки   | Жінки   | Разом   | Разом   | Чоловіки   | Чоловіки   | Жінки      | Жінки      | Разом      | Разом      | 2409          |
| ос.      | %        | ос.     | %       | ос.     | %       | ос.        | %          | ос.        | %          | ос.        | %          | 2409          |
| -------- | -------- | ------- | ------- | ------- | ------- | ---------- | ---------- | ---------- | ---------- | ---------- | ---------- | ------------- |
| 62       | 4        | 92      | 6       | 154     | 9       | 345        | 21         | 219        | 13         | 564        | 34         | 2409          |

| Дорослі | Діти | Пенсіонери | Інваліди Німецько-радянської війни | Учасники бойових дій | Інваліди всіх груп і категорій | Люди, які обслуговуються служб. соц. допом. на дому | Неповні сім'ї | Діти з неповних сімей | Багатодітні сім'ї | Діти з багатодітних сімей | Діти-інваліди | Діти-сироти | Одинокі багатодітні матері |
| ------- | ---- | ---------- | ---------------------------------- | -------------------- | ------------------------------ | --------------------------------------------------- | ------------- | --------------------- | ----------------- | ------------------------- | ------------- | ----------- | -------------------------- |
| 1356    | 909  | 582        | 6                                  | 6                    | 141                            | 28                                                  | 24            | 32                    | 152               | 724                       | 18            | 7           | 4                          |

## Вибори
Станом на 2011 рік кількість виборців становила 1435 осіб.

## Склад ради
Рада складається з 16 депутатів та голови.
- Голова ради: Крижик Валерій Володимирович
- Секретар ради: Вальковець Мирослава Михайлівна

### Керівний склад попередніх скликань
| Прізвище, ім'я, по батькові  | Основні відомості                                                             | Дата обрання | Дата звільнення |
| ---------------------------- | ----------------------------------------------------------------------------- | ------------ | --------------- |
| Крижик Валерій Володимирович | Сільський голова, 1976 року народження, освіта незакінчена вища, безпартійний | 26.03.2006   | 31.10.2010      |
| Крижик Валерій Володимирович | Сільський голова, 1976 року народження, освіта незакінчена вища, безпартійний | 31.10.2010   |                 |

Примітка: таблиця складена за даними сайту Верховної Ради України

## Господарська діяльність
Основним видом господарської діяльності населених пунктів сільської ради є сільськогосподарське виробництво.

### Офіційні дані та нормативно-правові акти
- Паспорт Дубровицького району (станом на 1 січня 2011 року) (doc). Дубровицька районна рада. Архів оригіналу за 10 лютого 2015. Процитовано 16 жовтня 2019.